# HarperCollins
HarperCollins is een wereldwijd opererende uitgeverij die voortkomt uit een samenwerking die William Collins, Sons and Co Ltd (Verenigd Koninkrijk, sinds 1819) en Harper & Row (Verenigde Staten, sinds 1817) in 1990 aangingen.
Het bedrijf was eigendom van News Corporation. Medio 2013 werd News Corporation gesplitst en werd de boekuitgever onderdeel van News Corp, dat alle gedrukte media, inclusief de kranten, onder zich kreeg.

## Activiteiten
HarperCollins is, gemeten naar omzet, de op een na grootste uitgever van boeken ter wereld. HarperCollins is actief in 15 landen, al worden de boeken in meer landen verkocht. Belangrijke auteurs die schreven of schrijven voor HarperCollins zijn onder anderen: Harper Lee, Patricia Cornwell, Rick Warren, Agatha Christie, George Orwell, en J.R.R. Tolkien.
Per 30 juni 2024 had het meer dan 250.000 boeken in de collectie, waarvan ruim de helft ook digitaal verkrijgbaar is.
In het gebroken boekjaar 2024, van begin juli 2023 tot eind juni 2024, had HarperCollins een omzet van US$ 2,1 miljard en had daarmee een aandeel van 20% in de totale omzet van News Corp. HarperCollins is actief in fictie en non-fictie en richt zich op religieuze werken en vooral op kinderen. Omdat deze laatste afnemers minder genegen zijn boeken digitaal te lezen, is het omzetaandeel van digitaal zo’n 25% van het totaal.
De volgende labels zijn (anno 2008) in het bezit van HarperCollins:
| - Angus & Robertson (Aus) - Amistad - Angry Robot - Avon (vooral romantische boeken) - Avon Red - Avon A - Caedmon - Collins - Collins Education - Collins Design (manga/anime) - Ecco (o.a. Michael Crichton, Neil Gaiman en Lemony Snicket) - Elm Hill - Eos - Fourth Estate - Greenwillow Books - HarperBuisness Essentials - HarperCollins Children's Audio - HarperCollins Children's Books - HarperCollins Speakers Bureau (lezing-agentschap) - HarperFestival - Harper Paperbacks (humor, strips) - Harper Perennial - Harper Perennial Modern Classics | - HarperPress - HarperAudio - HarperCollins - HarperCollins e-Books - HarperEntertainment (boeken over film/tv-titels) - HarperLuxe - HarperOne - HarperTeen - HarperTorch (fantasy) - HarperTrophy - HarperSport - HarperVoyager - Joanna Cotler Books - Julie Andrews Collection - Katherine Tegen Books - Laura Geringer Books - Morrow Cookbooks - Rayo (Spaanstalig) - Voyager - William Morrow and Company (o.a. Ray Bradbury en Neal Stephenson) - Zondervan (christelijke uitgaves) |